# 崔忻
崔忻（？—？），籍贯不详，唐玄宗时期任鸿胪寺卿。

## 主要事跡
713年（唐先天二年，开元元年，渤海高王十六年），唐玄宗谴使鸿胪寺卿崔忻，敕持节“宣劳靺羯使”的名义，从唐都长安出发到登州（今山东蓬莱）出海，由今旅顺口登陆，溯鸭渌江北上，到达渤海国旧国（今吉林省敦化市敖东城），册拜靺羯（唐代普遍写作“靺羯”，五代时期才改成“靺鞨”）首领大祚荣为“渤海郡王”（从一品）、“左骁卫员外大将军”（正三品），并以大祚荣统辖地区为忽汗州，加授其为忽汗州都督（正三品），从此，去渤海国“靺羯”之号，专称“渤海”。

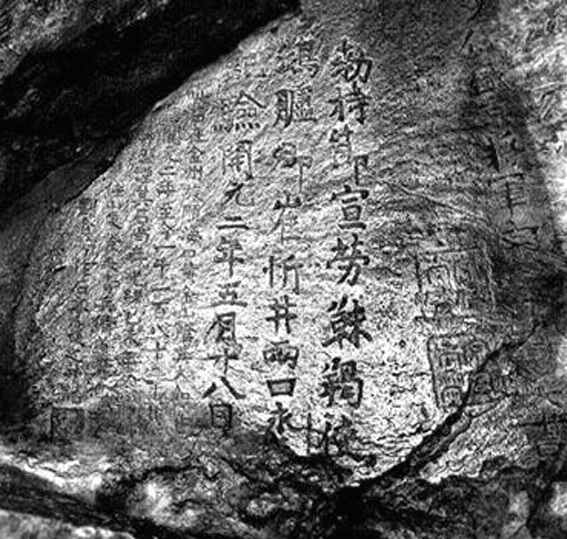
1895年拍攝唐鸿胪井刻石的黑白照片。

714年夏天，崔忻使命完成后，原路返回长安，路经辽东半岛南端都里镇（今中国辽宁旅顺），为纪念册封渤海之行，崔忻于黄金山下凿井两口（史称“鸿胪井”），并刻石一块并題詞。刻石文字共二十九字，分三行自上而下自右向左书写：“敕持节宣劳靺羯使鸿胪卿崔忻 井两口 永为记验 开元二年五月十八日。”該刻石是渤海國正式成为唐地方行政机构的重要历史见证与文物。